# Río Vélez (vattendrag i Spanien, lat 37,73, long -1,84)
Río Vélez är ett vattendrag i Spanien. Det ligger i den sydöstra delen av landet, 300 km sydost om huvudstaden Madrid. Den benämns Río Claro uppströms.